# Julia Gregson
Pour les articles homonymes, voir Gregson.
Julia Gregson est une romancière britannique née en 1948. 

## Biographie
Elle débute en tant que mannequin puis se tourne finalement vers une carrière de journaliste et de correspondante étrangère au Vietnam, à New-York et Los Angeles. Elle a travaillé pour le magazine Rolling Stone pour lequel elle a notamment interviewé Mohamed Ali, Buzz Aldrin et Ronnie Biggs.
Elle vit actuellement avec sa famille dans une ancienne ferme existant depuis le XVe siècle dans la campagne du Monmouthshire au Pays de Galles.
Cette année[Quand ?], Julia Gregson fut récompensée par la 8e édition du "Le Prince Maurice Prize" pour son livre La fiancée de Bombay qui s'est vendu à plus d'un demi-million d'exemplaires dans 20 pays.
Julia Gregson a deux passions dans la vie : l'écriture et les chevaux. Elle possède un cheval, un welsh cob, qui s'appelle Bandit. Elle dit que s'il s'était agi d'un homme, elle aimerait qu'il soit George Clooney.
C'est lors de son séjour de sept jours au Pays de Galles en 2005, au cours d'une balade à cheval qu'elle va trouver l'inspiration pour son premier roman. En effet, c'est en voyant une plaque datant de 1853 qui dit qu'une jeune fille du nom de Jane Evans, s'est enfuie de son village pour être infirmière à Scutari avec Florence Nightingale qu'elle décide d'écrire. Elle a été impressionnée par cette bravoure et cette folie.
Elle a également deux chiens.

## Sources
- / Page officielle de l'auteur